# Ilona Maher
Ilona Maher (* 12. August 1996 in Burlington, Vermont) ist eine US-amerikanische Rugbyspielerin. Sie gehört sowohl dem Aufgebot der US-amerikanischen Siebener-Rugby-Nationalmannschaft als auch der Rugby-Union-Nationalmannschaft der Frauen an. Mit dem Siebener-Rugby-Team gewann sie die Bronzemedaille bei den Olympischen Sommerspielen 2024 in Paris. Seit Januar 2025 ist sie bei der Frauenmannschaft der Bristol Bears unter Vertrag.

## Karriere
Ilona Maher wuchs in Burlington auf und begann jung mit verschiedenen Sportarten wie Hockey, Basketball und Softball. Ihr Vater, ein ehemaliger Rugbyspieler am Saint Michael’s College (Vermont), ermunterte sie in ihrem Abschlussjahr an der High School, im Alter von 17 Jahren zum Rugby zu wechseln. Sie studierte ein Jahr an der Norwich University und dann an der Quinnipiac University. Hier graduierte sie mit einem Abschluss in Pflegewissenschaft.
An der Quinnipiac University spielte sie für die Quinnipiac Bobcats auf der Position Center. Mit dem Team gewann sie in drei Jahren drei Meisterschaften der National Intercollegiate Rugby Association und wurde mehrfach ausgezeichnet.
Seit 2018 gehört sie der US-amerikanischen Frauen-Nationalmannschaft im Siebener-Rugby an. Mit dem Team nahm sie an den 2021 ausgetragenen Olympischen Sommerspielen 2020 in Tokio teil, wo es den sechsten Platz belegte. Bei den Olympischen Sommerspielen 2024 in Paris verhalf sie dem Team zur Bronzemedaille.
Im Dezember 2024 unterzeichnete sie einen Vertrag bei der Frauenmannschaft der Bristol Bears in der britischen Premiership Women’s Rugby-Liga.
Seit 2021 spielt sie auch in der US-amerikanischen Rugby-Union-Nationalmannschaft der Frauen.

## Medienpräsenz
Ilona Maher hat als Rugbyspielerin eine überragende Präsenz in den Sozialen Medien. Sie hat Anfang 2025 insgesamt mehr als acht Millionen Follower, darunter 3,4 Millionen auf TikTok und 4,9 Millionen auf Instagram, und nutzt die Plattformen, um für mehr Körperakzeptanz und Body Positivity zu werben. Im Sommer 2024 war sie als Covermodel in der Sports Illustrated Swimsuit Issue abgebildet.
Im Herbst 2024 nahm sie an der 33. Staffel der Tanz-Castingshow Dancing with the Stars (DWTS) teil. Mit ihrem Partner, dem professionellen Tänzer Alan Bersten, schaffte sie es bis ins Finale, wo sie Zweite wurde.